# 山田沙知子
山田沙知子（日语： Yamada Sachiko，1982年10月15日—），出生于大阪府，日本前女子游泳运动员，曾为女子800米自由泳短池世界纪录保持者。她还曾获得2002年亚洲运动会游泳比赛女子400米自由泳金牌。